# Стаканов, Дмитрий Павлович
Дмитрий Павлович Стаканов (20 июня 1917 — 9 июня 1998) — участник Великой Отечественной войны, командир взвода связи 665-го стрелкового полка (216-я стрелковая дивизия, 46-я армия, 3-й Белорусский фронт), кавалер ордена Славы трёх степеней.

## Биография
Родился 26 ноября 1924 года в станице Мартанская Кубанского округа Северо-Кавказского края (ныне — Суздальского сельского округа муниципального образования город Горячий Ключ Краснодарского края) в семье крестьянина. Русский. Образование начальное. Работал в колхозе.

### На фронте
В феврале 1943 года был призван в Красную армию Горячеключевсикм райвоенкоматом. С того же времени на фронте. Весь боевой путь прошёл в рядах 665-го стрелкового полка 216-й стрелковой дивизии, прошёл путь от телефониста стрелкового батальона до командира взвода связи. Воевал на Южном, 4-м Украинском и 3-м Белорусском фронтах. Член ВКП(б)/КПСС с 1944 года.
Разгромив немцев под Мелитополем дивизия в составе 10-го стрелкового корпуса 51-й армии 4-го Украинского фронта преследовала отходящего противника, в ночь на 2 ноября дивизия форсировала Сиваш для захвата плацдарма в Крыму. Затем в течение 4-х месяцев держал оборону на плацдарме в Крыму.

### Подвиг
8 апреля 1944 года части дивизии перешли в наступление, прорвав первую линию обороны противника и начала преследовать остатки разбитых гитлеровских частей в направление на Симферополь. 8-9 апреля 1944 года в боях за село Тархан (ныне — Вишнёвка Карсноперекопского района Крыма) ефрейтор Стаканов под огнём противника исправил свыше 30 повреждений на линии связи и вынес с поля боя 10 раненых бойцов. Приказом по частям 216-й стрелковой дивизии от 23 апреля 1944 года № 10/н ефрейтор Стаканов Дмитрий Павлович награждён орденом Славы 3-й степени.
С боям дошёл до Севастополя, принимал участие в освобождении города, штурме Сапун-горы. 7 мая 1945 года во время боёв на Сапун-гope ефрейтор Стаканов, несмотря на сильный обстрел противника, прокладывал связь за стрелковой ротой, ни на минуту не отставая от стремительно наступающими бойцами. Ворвавшись во вражеский блиндаж гранатами сразил 4 гитлеровцев. За время боёв исправил до 25 повреждений кабеля. В уличных боях в Севастополе огнём из автомата поразил 8 пехотинцев противника и 10 взял в плен. Приказом по войскам 51-й армии от 17 июня 1944 года (№ 98/н) ефрейтор Стаканов Дмитрий Павлович награждён орденом Славы 2-й степени.
С июня 1944 года дивизия была выведена в резерв и переброшена на 1-й Прибалтийский фронт. Здесь участвовала в боях за освобождение Прибалтики. В этих боях получил два ранение, но всегда возвращался в свою часть. С января 1945 года в составе 49-й армии 2-го Белорусского фронта дивизия участвовала в Восточно-Прусской стратегической операции. В этих боях старший сержант Стаканов исполнял обязанности командира взвода связи.
19 февраля 1945 года при овладении населённым пунктом Подлехен (ныне — Подлехи, западнее города Пененжно Варминьско-Мазурского воеводства Польши) старший сержант Стаканов с группой бойцов, выполняя приказ командира батальона, бойцов внезапно ворвался в расположение противника и захватил господствующую высоту. Бойцы истребили свыше 40 гитлеровцев и удерживали позиции до подхода основных сил.
Указом Президиума Верховного Совета СССР от 19 апреля 1945 года старший сержант Стаканов Дмитрий Павлович награждён орденом Славы 1-й степени. Стал полным кавалером ордена Славы.
В апреле 1945 года в составе Земландской группы войск дивизия участвовала в боях на подступах к Кёнигсбергу. В этих боях взвод под командованием старшего сержанта Стаканова, под огнём противника и преодолевая три водные преграды, обеспечивал нормальную связь роты со штабом батальона. Связисты исправили до 230 порывов на линии, 35 из них лично старший сержант Стаканов, когда заменял раненых подчинённых. По итогам боёв награждён орденом Отечественной войны 2-й степени.

### После армии
В марте 1947 года старшина Стаканов был демобилизован. Вернулся на родину. Работал оператором ремонта скважин в «Хадыжевнефть», водителем Горяче-Ключевской автобазы № 17, шофёром в тресте «Кубаньгазпром», Последние годы жил в городе Краснодар. Скончался 5 июля 2001 года. Похоронен на Славянском кладбище города Краснодар.

## Награды
- орден Отечественной войны I степени (11.03.1985)[3]
- орден Отечественной войны II степени[4] (21.04.1945)
- Орден Славы I степени[5](19.04.1945)[2]/
- Орден Славы II степени[6] (17.06.1944)
- Орден Славы III степени (23.04.1944)
- Медаль «За отвагу»
- Медаль «За боевые заслуги»
- Медаль «В ознаменование 100-летия со дня рождения Владимира Ильича Ленина» (6 апреля 1970)
- Медаль «За победу над Германией в Великой Отечественной войне 1941—1945 гг.» (9 мая 1945[7])
- Юбилейная медаль «Двадцать лет Победы в Великой Отечественной войне 1941—1945 гг.» (7 мая 1965[8])
- Юбилейная медаль «Тридцать лет Победы в Великой Отечественной войне 1941—1945 гг.»[9]
- Медаль «Сорок лет Победы в Великой Отечественной войне 1941-1945 гг.»[10]
- Юбилейная медаль «50 лет Победы в Великой Отечественной войне 1941—1945 гг.»[11]

- Медаль «Ветеран Вооружённых Сил СССР»
- Медаль «30 лет Советской Армии и Флота».[12]
- Юбилейная медаль «40 лет Вооружённых Сил СССР»[13]
- Юбилейная медаль «50 лет Вооружённых Сил СССР» (26 декабря 1967[14])
- Юбилейная медаль «60 лет Вооружённых Сил СССР» (28 января 1978[15])
- Юбилейная медаль «70 лет Вооружённых Сил СССР» (28 января 1988[16])
- Знак «Гвардия»
- Знак МО СССР «25 лет Победы в Великой Отечественной войне» (24 апреля 1970[1])

## Память
- В Краснодаре на доме, где жил ветеран, установлена мемориальная доска.